# Uloborus jabalpurensis
Uloborus jabalpurensis là một loài nhện trong họ Uloboridae.
Loài này thuộc chi Uloborus. Uloborus jabalpurensis được miêu tả năm 2001 bởi Bhandari & Pawan U. Gajbe.